# Business intelligence
Business intelligence (BI; [ˈbiznis inˈtelidžəns]) jsou dovednosti, znalosti, technologie, aplikace, kvalita, rizika, bezpečnostní otázky a postupy používané v podnikání pro získání lepšího pochopení chování na trhu a obchodních souvislostech. Za tímto účelem provádí sběr, integraci, analýzu, interpretaci a prezentaci obchodních informací. Mohou zahrnovat samotné shromážděné informace nebo explicitní znalosti získané z informací.
Pojem se používá minimálně od roku 1958, a to s cílem podporovat lepší obchodní rozhodování. Tak lze také charakterizovat BI systémy jako systémy pro podporu rozhodování.
Business intelligence aplikace poskytují historické, současné a prediktivní zobrazení obchodních operací, nejčastěji s využitím již získaných dat v datovém skladu, datovém tržišti nebo příležitostně přímo z provozních systémů. Běžné funkce BI aplikací zahrnují reporting, podporu analýz, datové kostky (OLAP), přehledové zobrazení (dashboard, balanced scorecard), dolování dat, podnikové řízení výkonnosti (CPM), podporu plánování a prediktivní analýzy.[nedostupný zdroj]
BI aplikace zpracovávají data prodeje, výroby, financí a dalších strukturovaných zdrojů dat pro obchodní účely, především řízení výkonnosti podniku. BI aplikace mohou shromažďovat informace z různých oddělení a provozů společnosti a mohou porovnávat informace ve srovnatelných hodnotách.

## Historie vývoje BI
Od doby, kdy se začalo rozvíjet a rozšiřovat on-line zpracování dat, začaly se objevovat první pokusy o aplikace pro podporu manažerského rozhodování a analytických úloh. Prvním průkopníkem v tomto oboru byla firma Lockheed.
V první polovině 80. let 20. století se začaly objevovat studie a významné práce k tomuto typu aplikací, v druhé polovině 80. let se na americkém trhu začaly objevovat komerční produkty, nazvané Executive Information System (zkráceně EIS). Tyto systémy byly založeny na multidimenzionálním uložení a zpracování dat, a první firmy, které začaly s jejich prodejem, byly Comshare a Pilot. Trh s těmito produkty se rychle rozvíjel, na začátku 90. let se produkty začaly objevovat i v České republice.
Koncem 80. a 90. let se začal rozvíjet i další trend – datové sklady (Data Warehouse) a datová tržiště (Data Mart). U rozvoje těchto technologií jsou velmi důležitá dvě jména, která k němu nejvíce přispěla – Ralph Kimball a Bill Inmon. Do ČR se tento trend dostal až v druhé polovině 90. let. V souvislosti s tím, začaly se více a více prosazovat technologie a nástroje pro dolování dat (Data Mining) – kterým můžeme vytvářet analýzy dat s pomocí matematických a statistických metod.
Tyto technologie daly vzniknout novému pojmu, se kterým přišel roku 1989 Howard J. Dressner, analytik společnosti Gartner: Business Intelligence. Tento pojem tenkrát popsal jako „sadu konceptů a metod určených pro zkvalitnění rozhodnutí firmy“, nicméně doposud se jedná o termín, který nemá jednotnou definici.
V dnešní době se BI využívá velice často, neustále se rozšiřuje o další technologie. Její rozmach je z velké části také zapříčiněn tím, že sbíráme čím dál větší objemy dat, abychom z nich mohli zjistit větší množství informací. Většina firem, které mají zaveden ERP systém, si zavádějí i aplikace Business Intelligence. Podle výzkumů společnosti Gartner, BI je již několik let na prvních místech mezi aplikacemi, do kterých chtějí firmy v rámci informatiky investovat nejvíce.

## Podstata BI
V dnešní době je potřeba provádět rozhodnutí rychle, avšak s vysokou zodpovědností. Potřebujeme mít dostatek relevantních informací, dostat se k nim rychle, a na jejich základě se rozhodovat. Tento motiv je jeden z hlavních, proč se BI stalo tak populárním.
ERP systémy většinou ukládají svá data do relačních databází, a data jsou díky tomu rychle přístupná, ale tyto systémy jsou směrovány spíše na transakční úlohy. Ty jsou dobré především pro zpracování a aktualizaci dat, případně i pro vytváření dokumentů, ale zajistí nám přístup pouze k jednotlivým detailním datům. Pokud se jedná o ERP systém, který podporuje analýzu dat, většinou mu to zabere delší čas a jsou zde určitá omezení – nemůžeme zde například snadno a rychle měnit kritéria a pokud máme zaznamenána některá redundantní či nekonzistentní data, ERP systém si s nimi nemusí umět poradit, nebo to může ovlivnit vypovídající schopnost dat.
Při řešení podnikových analýz však potřebujeme vyhodnotit sledované podnikové ukazatele, následně je analyzovat podle různých hledisek, může nás také zajímat různý detail hodnocení ukazatelů či můžeme chtít sledovat vývoj ukazatelů a jejich výkyvů na nějakém časovém horizontu. K tomu právě využíváme BI, který jako čistě analytický nástroj nevytváří žádná nová data, ale čerpá z dat vytvořených transakčními aplikacemi a transformuje je podle své potřeby. Z toho důvodu je však kvalita výstupů BI vysoce závislá na kvalitě dat transakčních aplikací.
BI je tedy orientováno na vlastní využití informací a nikoli na zpracování dat. Způsob, jakým využíváme BI, může výrazně ovlivnit nejen výkonnost firmy a kvalitu jejího řízení, ale i celkovou úspěšnost a konkurenceschopnost firmy.

## Základní principy
Dnes existuje již velké množství možností a variant řešení BI, které se různě využívají a kombinují. Existují však i základní principy, které jsou společné pro všechny BI řešení:
- Musí být vhodně zvolen výběr dat ze zdrojových databází a jejich organizace v analytických databázích.
- BI ukládá pouze data relevantní pro analýzy, tedy pouze na potřebné úrovni detailu (či granularity). Data mohou být tedy agregovaná i detailní, podle požadovaných hledisek podniku.
- BI řešení jsou založena na multidimenzionalitě uložení a zpracování dat.
- BI řešení jsou založena na využití časové dimenze – ukládají data do analytických databází v časových snímcích, na rozdíl od transakčních systémů, kde se pracuje pouze s aktuálními daty.
- Vzhledem k výše uvedeným principům, BI má podstatně vyšší nároky na kvalitu dat než ostatní systémy, které se přímo nezaměřují na analýzu dat.

### Výběr a organizace dat
Data vytvořená transakčními aplikacemi a uložená těmito aplikacemi do databází, označujeme v rámci BI jako zdrojová data či zdrojové databáze. Protože pro správnou funkci BI potřebujeme hodnoty ukazatelů ve vazbě na analytická hlediska, musí nejprve proběhnout transformace zdrojových dat.
Ta probíhá pomocí datové pumpy, nebo tento proces také známe jako ETL (Extract, Transform, Load). Jak napovídá rozepsání zkratky, nejprve dojde k výběru dat ze zdrojové databáze, poté proběhne jejich transformace do požadovaných datových struktur, a na závěr se data fyzicky uloží do analytických databází.
Nechceme však vybírat všechna data, ale pouze ta, která mohou podpořit plánovací či rozhodovací aktivity, proto je důležité nejprve určit výběr dat, která se mají využívat. Data do BI vstupují také z různých zdrojových databází více aplikací (ERP, CRM, …) a mohou se zde objevit duplicitní data. Tomu chceme předejít, aby měl výsledek co nejvyšší vypovídající schopnost. Z toho důvodu je potřeba provést konsolidaci dat, která vyloučí veškeré multiplicity. Pokud to je možné, je vhodné se této situaci vyhnout tím, že se určí jediný systém, kam se bude daná skutečnost zaznamenávat.
Tato část spojená s provozováním BI je nejpracnější a nejnákladnější, nicméně se jedná o nezbytný předpoklad pro úspěšnou podporu pomocí BI.

### Dimenze a granularita dat
Dimenzí rozumíme analytické hledisko pro hodnocení sledovaných ukazatelů. Prvky dimenzí také zpravidla bývají uspořádány v hierarchické struktuře – mohou se rozdělovat na kategorie prvků (jestliže prvkem je zboží, jeho kategorií mohou být počítače). Hodnoty jednotlivých ukazatelů se ukládají do analytických databází na nejvyšší úrovni detailu (= v nejvyšší granularitě), současně se však ukládají do analytických databází – zejména do OLAP databází – i agregované hodnoty ukazatelů, tj. na nižší úrovni detailu.
Tato metoda se používá především pro urychlení odezvy systému na analytické požadavky – kdyby docházelo k výpočtům při každém požadavku, odezva systému by mohla být neúměrně velká. Umožňuje nám také snazší pohyb po požadovaných úrovních agregace. Tento princip se označuje jako „drill down“ (pokud požadujeme data na úrovni vyššího detailu), či „drill-up“ (pokud požadujeme data nižší úrovně detailu).

### Multidimenzionalita uložení a práce s daty
Uživatelé často požadují pohled na sledované ukazatele z více hledisek (dimenzí) a jejich kombinací, což bylo základem pro zavedení multidimenzionality do BI. Pro tento princip však potřebujeme i specifickou organizaci dat, která může být rozdělena do dvou možností: multidimenzionalita vyjádřená v relačních databázích, či multidimenzionalita dat realizovaná pomocí OLAP technologie, což je technologie vyvinutá speciálně pro tyto účely.

#### Multidimenzionalita dat v prostředí relační databáze
Datové modely produkčních systémů jsou velmi komplexní, obsahují mnoho tabulek a vazeb mezi nimi. Je to velmi efektivní z hlediska vytváření a aktualizace dat, pro běžného uživatele to však může být nepřehledné. Z toho důvodu se objevily snahy o zjednodušení takového uložení dat. Vznikly tak dva relační dimenzionální modely – Schéma hvězdy (Star scheme) a Schéma sněhové vločky (Snowflake scheme).
V centru schématu hvězdy je tabulka faktů, kde jsou sledované ekonomické a další ukazatele, identifikované klíčem složeným z klíčů dimenzionálních tabulek, v nichž jsou uloženy prvky jednotlivých dimenzí. Dimenzionální tabulku si můžeme představit jako číselník.
Ovšem v případě, že se data v tabulce často aktualizují, se jedná o ne zcela vhodné řešení. Dimenzionální tabulky se poté upravují či normalizují, což znamená, že se tabulka rozdělí do více tabulek, aby se data neopakovala. Takto vzniká schéma sněhové vločky.

#### Multidimenzionalita dat v prostředí OLAP technologie
Multidimenzionální databáze jsou přizpůsobeny a optimalizovány pro uložení a využívání multidimenzionálních dat. Výhodou nasazení OLAP (On-Line Analytical Processing) je rychlost zpracování a efektivní analýzy dat.
Hlavním principem OLAPu je několikadimenzionální tabulka, která umožňuje rychle a pružně měnit jednotlivé dimenze, čímž také mění pohledy uživatele na modelovanou realitu. Obecně se OLAP znázorňuje jako kostka, která zahrnuje předzpracované agregace dat podle hierarchických struktur a jejich kombinací. Principiálně se jedná o „n-dimenzionální Rubikovu kostku“, která je naplněna důležitými podnikovými daty.
Dvě dimenze, které jsou vždy stejné, jsou čas a ukazatele (stav zaměstnanců, dosažené tržby, …). Ostatní dimenze se definují podle potřeby (např. zboží, zákazník, …). Obsah dimenzí tvoří prvky dimenzí. Poté, co promítneme všechny dimenze do jednoho bodu, tvoříme tím OLAP kostku. OLAP databáze jsou tvořeny jednou či několika souvisejícími OLAP kostkami.
Technologie OLAP také existuje i v dalších variantách: MOLAP (Multidimendional OLAP), ROLAP (Relational OLAP), HOLAP (Hybrid OLAP) a DOLAP (Desktop OLAP).

### Nároky na kvalitu dat
Jak již bylo zmíněno, kvalita dat je pro správné fungování BI naprosto zásadní, přesto je však velké množství podniků, které má nízkou kvalitu dat. Kvalita dat se posuzuje podle čtyř základních hledisek – dostupnost (availability; jak může uživatel přistupovat k informacím v okamžiku aktuální potřeby), přesnost (accuracy; zda všechna data jsou ve správném kontextu), úplnost (completeness; do jaké míry jsou k dispozici všechny informace pro daný kontext) a konzistence (consistency; možné problémy v porušení standardů nebo vazeb mezi daty).
Chyby v datech povětšinou vznikají koncovými uživateli. Zpravidla se může jednat o chyby vznikající při manuálních vstupech dat (prohození číslic), data pocházející z různých zdrojů (sjednocení číselníků), testování aplikace na produkčních datech, ale může se jednat i o problémy s konverzí datových typů (často se stává u data).

### Shrnutí technologie zpracování dat
Business Intelligence pracuje převážně se strukturovanými daty z relačních databází. První fází zpracování dat je ETL; zkratka ETL znamená extrakci, transformaci a nahrání (dat do datového skladu). Data jsou extrahována z relačních databází, tabulkových procesorů a dalších strukturovaných zdrojů dat. Poté dochází k transformaci do požadovaného formátu. Takto upravená data se následně nahrají do datového skladu, který slouží jako primární zdroj dat pro BI aplikace. Data v datovém skladu jsou ukládaná v historizované podobě, což umožňuje reportovat vývoj metriky v čase.

## Hlavní komponenty BI
Konkrétní uspořádání komponent se může měnit podle situace a potřeb daného zákazníka, jedná se však o obecnou koncepci architektury. I tato obecná architektura však má více vývojových větví a v reálných situacích se může výrazně lišit.
Hlavními komponentami BI jsou:
- Produkční (zdrojové) databáze – popsány výše, i problémy s nimi související
- ETL (Extract, Transform and Load) – popsáno výše
- EAI (Enterprise Application Integration)
- Dočasné úložiště dat (DSA)
- Operativní úložiště dat (ODS)
- Datový sklad (DWH)
- Datové tržiště (DMA)
- OLAP databáze
- Reporting
- Analytické aplikace
- Dolování dat (Data mining)
- Nástroje pro řízení kvality dat a správu metadat

### EAI (Enterprise Application Integration)
Cílem těchto nástrojů je integrovat primární podnikové systémy a redukovat počet vzájemných rozhraní. Pracují především na dvou úrovních – na úrovni datové integrace, kdy jsou využívány pro integraci a distribuci dat, a na úrovni aplikační integrace, kdy jsou využívány především pro sdílení určitých vybraných funkcí aplikací.
Tyto nástroje pracují v reálném čase (na rozdíl od ETL, které pracují v dávkovém režimu). Business Intelligence využívá tyto nástroje především ve transformační vrstvě, kdy jsou využívány dat pro přenos dat do datových úložišť, především se jedná o úložiště operativní. Umožňuje také vznik datových skladů v reálném čase (Real-time Data Warehouse).

### Dočasné úložiště dat (DSA)
Dočasné úložiště dat (DSA; Data Staging Area) slouží k dočasnému uložení extrahovaných dat z produkčního prostředí. Využívá se k prvotnímu ukládání netransformovaných dat ze zdrojových systémů. Jedná se o nepovinnou komponentu, nicméně je vhodná, pokud potřebujeme přenést data z neustále zatížených produkčních systémů s co nejmenším dopadem na jejich výkonnost a při malém časovém rozsahu pro extrakci dat ze zdroje.
Data v dočasném úložišti dat můžeme tedy charakterizovat jako detailní, nekonzistentní, neobsahující historii, měnící se, a mají stejnou strukturu, v jaké byly uloženy ve zdrojové databázi. Poté, co se data zpracují v datovém skladu, jsou smazána z DSA.

### Operativní úložiště dat (ODS)
Operativní úložiště (ODS; Operational Data Store) je také nepovinnou komponentou BI řešení. Jedná se o jednotné místo datové integrace aktuálních dat ze zdrojových systémů. Může sloužit jako centrální databáze základních číselníků. Podporuje vkládání a modifikaci dat v reálném čase, typicky bývá napojen na EAI platformy.
Data v operativním úložišti dat jsou také bez historie a měnící se, jako v DSA, ale jsou již konsolidovaná, konzistentní, subjektově orientovaná a v některých případech mohou být již i agregovaná.
ODS slouží jako databáze podporující analytický proces a zpřístupňuje uživatelům data pro analýzy a dotazy s minimálním zpožděním od jejich pořízení.

### Reporting
Jedná se o klientskou aplikaci v BI, která funguje na úrovni analytických tabulek a přehledů, které vznikají na základě dotazů, které operují buď nad databází datových skladů, či multidimenzionálními databázemi. Pro reporting můžeme využívat např. dotazovací jazyk SQL. Reporting může být dvojího druhu – standardní, který spouští v určitých časových intervalech předpřipravené dotazy, nebo ad hoc reporting, kdy se jednorázově formuluje specifický dotaz.

### Analytické aplikace
Jedná se o druhý typ klientských aplikací v BI. Tyto aplikace jsou navrhovány tak, aby poskytovaly „manažerské informace“, nástroje pro on-line analýzy (především analýzy trendů), mimo to jsou jednoduše ovladatelné a zajišťují vysokou vypovídací hodnotu výstupů.
Většinou jsou realizovány nad OLAP databázemi a mohou fungovat buď pomocí specializovaných produktů, ale i pomocí kancelářských prostředků, jako je MS Excel.

### Nástroje pro řízení kvality dat a správu metadat
Nástroje pro zajištění datové kvality se v dnešní době využívají velmi často, především proto, že kvalitní data jsou předpokladem pro správnou funkcionalitu BI. Zabývají se zpracováním dat s cílem zajistit jejich vlastnosti, které byly již výše zmíněny.
Nástroje pro správu metadat jsou taktéž důležité pro správné fungování BI. Metadata se dají popsat jako data o datech a slouží pro dokumentaci konkrétních implementací informačních systémů v podniku. Zahrnují zejména datové modely, popisy funkcí, či požadavky na reporty.

## BI software
- Busines Navigation System (BNS)
- Cyfe
- Esperant[4]
- GoodData
- IBM Cognos
- Kofax Insight
- Lighthouse21
- Microsoft Power BI
- Microsoft SQL Server Integration Services & Reporting Services
- MicroStrategy
- QlikView
- PushBI
- Roambi
- SAP Business Objects
- Tableau